# 埃爾卡拉巴西托
埃爾卡拉巴西托（西班牙語：El Calabacito），是巴拿馬的城鎮，位於該國中南部，由埃雷拉省的洛斯波索斯區負責管轄，面積34平方公里，海拔高度252米，2010年人口617，人口密度每平方公里18.1人。